# Batracomorphus
Batracomorphus är ett släkte av insekter som beskrevs av Lewis 1834. Batracomorphus ingår i familjen dvärgstritar.

## Dottertaxa tillBatracomorphus, i alfabetisk ordning[1][2]
- Batracomorphus abundans
- Batracomorphus acestes
- Batracomorphus acrisius
- Batracomorphus acuminatus
- Batracomorphus adrastus
- Batracomorphus adspersus
- Batracomorphus adventitiosus
- Batracomorphus aeneas
- Batracomorphus agenor
- Batracomorphus aigeios
- Batracomorphus ajax
- Batracomorphus akhmenes
- Batracomorphus alceus
- Batracomorphus alcides
- Batracomorphus allionii
- Batracomorphus ammon
- Batracomorphus anchises
- Batracomorphus ancus
- Batracomorphus angolensis
- Batracomorphus angularis
- Batracomorphus angustatus
- Batracomorphus antenor
- Batracomorphus anubis
- Batracomorphus apicimacula
- Batracomorphus arcuatus
- Batracomorphus ares
- Batracomorphus ariadne
- Batracomorphus ariaramnes
- Batracomorphus arsames
- Batracomorphus artemis
- Batracomorphus artemisiae
- Batracomorphus ascanius
- Batracomorphus astyages
- Batracomorphus atossa
- Batracomorphus atreus
- Batracomorphus atrifrons
- Batracomorphus avulsus
- Batracomorphus bacchusi
- Batracomorphus beninensis
- Batracomorphus bifasciatus
- Batracomorphus bilobatus
- Batracomorphus bispinosus
- Batracomorphus boschmai
- Batracomorphus boukokoensis
- Batracomorphus boulardi
- Batracomorphus breviceps
- Batracomorphus brevis
- Batracomorphus briareus
- Batracomorphus briseis
- Batracomorphus brooksi
- Batracomorphus brunneicollis
- Batracomorphus buxtoni
- Batracomorphus caeneus
- Batracomorphus calchas
- Batracomorphus callimachus
- Batracomorphus calliope
- Batracomorphus camillus
- Batracomorphus capaneus
- Batracomorphus cassandra
- Batracomorphus castor
- Batracomorphus catiline
- Batracomorphus cato
- Batracomorphus cecrops
- Batracomorphus centralensis
- Batracomorphus ceres
- Batracomorphus ceresensis
- Batracomorphus chahbaharus
- Batracomorphus charis
- Batracomorphus charybdis
- Batracomorphus cheesmanae
- Batracomorphus chianguensis
- Batracomorphus chlorophana
- Batracomorphus chlorophanoides
- Batracomorphus chryseis
- Batracomorphus circe
- Batracomorphus citrinus
- Batracomorphus clarensis
- Batracomorphus classeyi
- Batracomorphus cloelia
- Batracomorphus cocles
- Batracomorphus coeus
- Batracomorphus collinus
- Batracomorphus consignatus
- Batracomorphus conspersus
- Batracomorphus contaminatus
- Batracomorphus coriaceus
- Batracomorphus cossus
- Batracomorphus creusa
- Batracomorphus cronos
- Batracomorphus curvatus
- Batracomorphus cybele
- Batracomorphus cynthia
- Batracomorphus cyprian
- Batracomorphus daedalus
- Batracomorphus daidalos
- Batracomorphus dalatandoensis
- Batracomorphus danae
- Batracomorphus dardanus
- Batracomorphus daunus
- Batracomorphus deiphobus
- Batracomorphus dentifer
- Batracomorphus desertorum
- Batracomorphus dido
- Batracomorphus diminuta
- Batracomorphus diomede
- Batracomorphus dirke
- Batracomorphus dirkoides
- Batracomorphus distinctissimus
- Batracomorphus dodona
- Batracomorphus dolon
- Batracomorphus dryas
- Batracomorphus duquensis
- Batracomorphus dymas
- Batracomorphus echo
- Batracomorphus elegans
- Batracomorphus elissa
- Batracomorphus enyo
- Batracomorphus erato
- Batracomorphus eriphyle
- Batracomorphus eryx
- Batracomorphus eumenides
- Batracomorphus evander
- Batracomorphus extentus
- Batracomorphus fernandesi
- Batracomorphus filigranus
- Batracomorphus foroforo
- Batracomorphus ganymede
- Batracomorphus geryon
- Batracomorphus gobiswaterensis
- Batracomorphus gorensis
- Batracomorphus gressitti
- Batracomorphus guierae
- Batracomorphus hamadryas
- Batracomorphus harpaganus
- Batracomorphus harpago
- Batracomorphus harpalyce
- Batracomorphus hebrus
- Batracomorphus hecate
- Batracomorphus hector
- Batracomorphus hecuba
- Batracomorphus helenus
- Batracomorphus hera
- Batracomorphus hermes
- Batracomorphus hesione
- Batracomorphus hesperides
- Batracomorphus hipponax
- Batracomorphus hollisi
- Batracomorphus humilis
- Batracomorphus hystaspes
- Batracomorphus icarus
- Batracomorphus ikmalios
- Batracomorphus ilia
- Batracomorphus ilioneus
- Batracomorphus ilus
- Batracomorphus imitans
- Batracomorphus inachus
- Batracomorphus inara
- Batracomorphus incognitus
- Batracomorphus indica
- Batracomorphus io
- Batracomorphus iocasta
- Batracomorphus iris
- Batracomorphus irroratus
- Batracomorphus itys
- Batracomorphus iulus
- Batracomorphus ixion
- Batracomorphus janus
- Batracomorphus jimmaensis
- Batracomorphus jove
- Batracomorphus juno
- Batracomorphus juturna
- Batracomorphus kabwekanonus
- Batracomorphus kapouensis
- Batracomorphus kisala
- Batracomorphus kivuensis
- Batracomorphus krameri
- Batracomorphus laminocus
- Batracomorphus lamto
- Batracomorphus laodamia
- Batracomorphus laomedon
- Batracomorphus laticeps
- Batracomorphus latinus
- Batracomorphus latona
- Batracomorphus lavinia
- Batracomorphus leda
- Batracomorphus lentiginosus
- Batracomorphus leontion
- Batracomorphus leto
- Batracomorphus lewisi
- Batracomorphus liberiensis
- Batracomorphus linnavuorii
- Batracomorphus lituratus
- Batracomorphus longispinus
- Batracomorphus lucalensis
- Batracomorphus lunatus
- Batracomorphus lusingaensis
- Batracomorphus maculatus
- Batracomorphus maculipennis
- Batracomorphus magniceps
- Batracomorphus magnus
- Batracomorphus maia
- Batracomorphus mandane
- Batracomorphus manilus
- Batracomorphus matsumurai
- Batracomorphus melampus
- Batracomorphus memnon
- Batracomorphus menelaus
- Batracomorphus menoni
- Batracomorphus mettus
- Batracomorphus mimus
- Batracomorphus minerva
- Batracomorphus minos
- Batracomorphus minusculus
- Batracomorphus misenus
- Batracomorphus moira
- Batracomorphus molestia
- Batracomorphus molus
- Batracomorphus mongbwalu
- Batracomorphus montaguei
- Batracomorphus montanus
- Batracomorphus mosselensis
- Batracomorphus musaeus
- Batracomorphus nabirensis
- Batracomorphus narkissos
- Batracomorphus natalensis
- Batracomorphus nereus
- Batracomorphus nervoviridis
- Batracomorphus nigromarginattus
- Batracomorphus nimule
- Batracomorphus nitens
- Batracomorphus notulatus
- Batracomorphus numa
- Batracomorphus numitor
- Batracomorphus ogasawarensis
- Batracomorphus orcus
- Batracomorphus orestes
- Batracomorphus orion
- Batracomorphus orithyia
- Batracomorphus othrys
- Batracomorphus otus
- Batracomorphus palamedes
- Batracomorphus palicus
- Batracomorphus palinurus
- Batracomorphus pallidus
- Batracomorphus pamba
- Batracomorphus pandarus
- Batracomorphus pasiphae
- Batracomorphus pelamys
- Batracomorphus pelias
- Batracomorphus pelops
- Batracomorphus pentheus
- Batracomorphus perplexus
- Batracomorphus peteos
- Batracomorphus phaidra
- Batracomorphus piceatus
- Batracomorphus pictus
- Batracomorphus pilumnus
- Batracomorphus pollux
- Batracomorphus polydoros
- Batracomorphus portunus
- Batracomorphus priam
- Batracomorphus procne
- Batracomorphus procris
- Batracomorphus proserpine
- Batracomorphus protesilaus
- Batracomorphus proteus
- Batracomorphus pulvereus
- Batracomorphus punctatissima
- Batracomorphus punctatus
- Batracomorphus punctilligerus
- Batracomorphus puncturatus
- Batracomorphus pustulatus
- Batracomorphus pyrrhus
- Batracomorphus quirimboensis
- Batracomorphus remus
- Batracomorphus rhea
- Batracomorphus rhesus
- Batracomorphus richteri
- Batracomorphus rinkihonis
- Batracomorphus romulus
- Batracomorphus rubrofrontalis
- Batracomorphus rutshurensis
- Batracomorphus sabinus
- Batracomorphus samaruensis
- Batracomorphus samii
- Batracomorphus santosjuniori
- Batracomorphus sapobensis
- Batracomorphus sarpedon
- Batracomorphus scitus
- Batracomorphus semele
- Batracomorphus serranus
- Batracomorphus sibyl
- Batracomorphus signata
- Batracomorphus silvanus
- Batracomorphus sinuatus
- Batracomorphus soboles
- Batracomorphus sontiates
- Batracomorphus sordidus
- Batracomorphus stigmatica
- Batracomorphus sudanicus
- Batracomorphus tarchon
- Batracomorphus tarpeia
- Batracomorphus tarquin
- Batracomorphus tatius
- Batracomorphus teispes
- Batracomorphus telamon
- Batracomorphus telepinus
- Batracomorphus tenuis
- Batracomorphus tereus
- Batracomorphus teucer
- Batracomorphus thalia
- Batracomorphus thamyris
- Batracomorphus theagenes
- Batracomorphus theognis
- Batracomorphus theokritos
- Batracomorphus thersites
- Batracomorphus theseus
- Batracomorphus thestor
- Batracomorphus thetis
- Batracomorphus thoas
- Batracomorphus timaea
- Batracomorphus tithonus
- Batracomorphus tityos
- Batracomorphus torensis
- Batracomorphus torquatus
- Batracomorphus torrevillasi
- Batracomorphus transulcidus
- Batracomorphus triangularis
- Batracomorphus triton
- Batracomorphus troilus
- Batracomorphus tullus
- Batracomorphus turnus
- Batracomorphus tutuilanus
- Batracomorphus tydeus
- Batracomorphus tyndareus
- Batracomorphus ufens
- Batracomorphus ussuriensis
- Batracomorphus walkeri
- Batracomorphus wardi
- Batracomorphus welwitschi
- Batracomorphus vesta
- Batracomorphus viator
- Batracomorphus villiersi
- Batracomorphus virbius
- Batracomorphus viridinervis
- Batracomorphus viridis
- Batracomorphus viridoflavidus
- Batracomorphus viridula
- Batracomorphus v-nigrum
- Batracomorphus xanthus
- Batracomorphus xinxianensis
- Batracomorphus zeus